# Carlos Domingo da Espanha
Carlos Domingos de Bourbon (Madrid, 5 de março de 1780 - Aranjuez, 11 de junho de 1783), era filho do rei Carlos IV da Espanha, e da rainha Maria Luísa de Parma, era neto paterno de Carlos III da Espanha e Maria Amália da Saxônia, e por via materna de Filipe, Duque de Parma e Luísa Isabel da França. Era irmão de Carlota Joaquina, rainha de Portugal, Fernando VII, rei da Espanha e Maria Isabel, rainha das Duas Sicílias.

## Biografia
Carlos Domingo nasceu no Palácio Real d'O Pardo, seus pais eram o rei Carlos IV da Espanha e a rainha Maria Luísa de Parma. Após seu nascimento, seu pai perdoou todos os condenados de Puerto San Julián como sinal de comemoração pelo nascimento do herdeiro. No entanto, ele faleceu aos três anos de idade no Palácio Real de Aranjuez.